# 합천여자고등학교
합천여자고등학교(陜川女子高等學校)는 대한민국 경상남도 합천군 합천읍 합천리에 있는 사립 고등학교이다.

## 학교 연혁
- 1966년 2월 14일 : 학교법인 근화학원 설립인가 (초대 변종봉 이사장 취임)
- 1969년 12월 24일 : 합천여자상업고등학교 설립인가 (6학급)
- 1970년 3월 1일 : 제1대 장성균 교장 취임
- 1970년 3월 5일 : 창립, 개교, 입학식 (1학급)
- 1977년 5월 13일 : 제2대 변을유 이사장 취임
- 1978년 11월 28일 : 합천여자종합고등학교로 교명 변경
- 1990년 11월 24일 : 학칙 변경(사무자동화과 2학급, 보통과 1학급, 정보처리과 2학급, 전학년 15학급)
- 1997년 12월 3일 : 합천여자고등학교로 교명 변경
- 2022년 3월 1일 : 제10대 이순봉 교장 취임
- 2023년 2월 3일 : 본교 제51회 졸업식 인문(36명), 자연(26명), 총 졸업생 누계 7,590명

## 참고 자료
- 합천여자고등학교 - 한국교육학술정보원 학교알리미